# Aurelie Thiele
Aurelie Thiele oder Aurélie Thiele ist eine französische Professorin für Ingenieurwissenschaften. Sie ist außerordentliche Professorin in der Abteilung für technisches Management, Information und Systeme an der Lyle School of Engineering der Southern Methodist University.

## Studium
Aurelie Thiele erhielt 1999 ein Diplom summa cum laude mit dem Schwerpunkt Systeme und Steuerungstechnik an der Mines ParisTech ab. Ihre Diplomarbeit trug den Titel „Synthesis of control laws using Lyapunov functions for devices with strapdown guidance systems“. Sie schloss im Jahr 2000 am Massachusetts Institute of Technology (MIT) einen Master of Science in Elektrotechnik und Informatik ab. Ihre Masterarbeit hatte den Titel „Potential-driven flows in capacitated networks“. Im Jahr 2004 promovierte Aurelie Thiele am MIT in Elektrotechnik und Computerwissenschaften. Ihre Dissertation trug den Titel „A robust optimization approach to supply chains and revenue management“. Ihr Doktorvater war Dimitris Bertsimas.

## Karriere
Von 2004 bis 2010 war Aurelie Thiele Assistenzprofessorin für Industrie- und Systemtechnik an der Lehigh University. Von 2010 bis 2016 war sie außerordentliche Professorin an der Lehigh University. Sie trat der Fakultät der Southern Methodist University (SMU) als außerordentliche Professorin in der Abteilung Engineering Management Information and Systems in der Lyle School of Engineering bei. Seit 2013 ist Aurelie Thiele von der Healthcare Financial Management Association zertifiziert.

## Forschung
Thiele forschte an der Lehigh University u. a. über den Einsatz von Optimierungsalgorithmen zur Kostenkontrolle im Gesundheitssystem.
An der SMU erforscht sie die Entscheidungsverfahren in Zeiten der Unsicherheit mit Schwerpunkt auf robuster Optimierung. Außerdem untersucht sie die robuste Verwaltung von Einnahmen mit Hilfe von Entscheidungsmodellen. Aurelie Thiele interessiert sich für prädiktive und präskriptive Analytik.

## Sonstiges
Aurelie Thiele ist auch eine Bloggerin.

## Ausgewählte Veröffentlichungen
- Dimitris Bertsimas, Aurélie Thiele: A Robust Optimization Approach to Inventory Theory. In: Operations Research. 54. Jahrgang, Nr. 1, 2006, ISSN 0030-364X, S. 150–168, doi:10.1287/opre.1050.0238.
- Virginie Gabrel, Cécile Murat: Recent advances in robust optimization: An overview. In: European Journal of Operational Research. 235. Jahrgang, Nr. 3, 2014, ISSN 0377-2217, S. 471–483, doi:10.1016/j.ejor.2013.09.036.
- Dimitris Bertsimas, Aurélie Thiele: A Robust Optimization Approach to Supply Chain Management. In: Integer Programming and Combinatorial Optimization. 3064. Jahrgang. Springer Berlin Heidelberg, 2004, S. 86–100, doi:10.1007/978-3-540-25960-2_7 (englisch).